# Halicometes pediculata
Halicometes pediculata är en svampdjursart som först beskrevs av Claude Lévi 1964.  Halicometes pediculata ingår i släktet Halicometes och familjen Tethyidae. Inga underarter finns listade i Catalogue of Life.